# Каракасъм
Каракасъм (на турски: Karakasım) е село в Източна Тракия, Турция, околия Одрин, вилает Одрин.

## География
Селото се намира на 23 км на юг от Одрин.

## История
В XIX век Каракасъм е българско село в Одринската кааза на Одринския вилает на Османската империя. Според „Етнография на вилаетите Адрианопол, Монастир и Салоника“, издадена в Константинопол в 1878 година и отразяваща статистиката на населението от 1873 година, Каракасъм (Kara-cassim) има 60 домакинства и 274 българи.
Според статистиката на професор Любомир Милетич в 1912 година в селото живеят 102 български патриаршистки семейства.

## Личности
Починали в Каракасъм
- Иван Панчев Симеонов, български военен деец, младши подофицер, загинал през Балканската война на 3 март 1913 година[3]